# فرناندو سبينيلي
فرناندو سبينيلي (بالإسبانية: Fernando Spinelli)‏ هو لاعب كرة قدم أرجنتيني في مركز الوسط، ولد في 26 أغسطس 1982 في بوينس آيرس في الأرجنتين. لعب مع اتحاد بافيا لكرة القدم وديبورتيفو إسبانول وريفر بليت وفيورنتينا وكوسينزا كالشيو وكييفو فيرونا ونادي تارانتو 1927 ونادي سان لورينزو.

## وصلات خارجية
- فرناندو سبينيلي على موقع قاعدة بيانات كرة القدم.إي يو (الإنجليزية)
- فرناندو سبينيلي على موقع Soccerway.com (الإنجليزية)